# Lorgues
Lorgues is een gemeente in het Franse departement Var (regio Provence-Alpes-Côte d'Azur) en telt 9803 inwoners (2022). De plaats maakt deel uit van het arrondissement Draguignan.

## Geografie
De oppervlakte van Lorgues bedraagt 64,7 km², de bevolkingsdichtheid is 113,1 inwoners per km².
De onderstaande kaart toont de ligging van Lorgues met de belangrijkste infrastructuur en aangrenzende gemeenten.

## Demografie
Onderstaande figuur toont het verloop van het inwonertal (bron: INSEE-tellingen).